# Liste der Straßen auf Langeoog
Die Liste der Straßen auf Langeoog listet die Namen aller 81 im Gebiet der Gemeinde Langeoog liegenden Straßen auf und erläutert, sofern möglich, deren Herkunft.

## Postleitzahl
Die Postleitzahl, die für die gesamte Gemeinde gültig ist, lautet 26456. Sie gilt für die Brief- und Paketzustellung.

## Telefonvorwahle
Die Telefonvorwahl der Gemeinde lautet 04972.

## Erwähnenswertes
Auf Langeoog sind keine motorisierten Kraftfahrzeuge erlaubt. Ausnahmen bilden zum Beispiel die Feuerwehr und der Recyclinghof der Insel.

## Straßenliste
| Straßenname             | Bedeutung | Anmerkungen                                                                                |
| ----------------------- | --- | ------------------------------------------------------------------------------------------ |
| Abke-Jansen-Weg         | |                                                                                            |
| Am Blumental            | |                                                                                            |
| Am Hospizplatz          | |                                                                                            |
| Am Reitplatz            | |                                                                                            |
| Am Teich                | |                                                                                            |
| Am Wald                 | |                                                                                            |
| Am Wall                 | |                                                                                            |
| Alter Graben            | |                                                                                            |
| Am Wasserturm           | |                                                                                            |
| Am Westerstrand         | |                                                                                            |
| An den Bauhöfen         | |                                                                                            |
| An den Birken           | |                                                                                            |
| An den Hecken           | |                                                                                            |
| An der Kaapdüne         | |                                                                                            |
| Barkhausenstraße        | |                                                                                            |
| Branddünenweg           | |                                                                                            |
| Casper-Döring-Pad       | benannt nach Adelbert von Chamisso, französisch-preußischer Naturforscher und Dichter                              |                                                                                            |
| Erlenweg                | benannt nach der Pflanzengattung der Erlen                                                                         |                                                                                            |
| Fährhusweg              | | der Ortsbahnhof Inselbahn Langeoog liegt hier                                              |
| Flinthörnweg            | |                                                                                            |
| Flughafenstraße         | | Der Flugplatz Langeoog liegt hier                                                          |
| Friesenstraße           | benannt nach der Volksgruppe der Friesen                                                                           |                                                                                            |
| Fritz-Reuter-Straße     | benannt nach Heinrich Ludwig Christian Friedrich Reuter (kurz: Fritz Reuter), deutscher Dichter und Schriftsteller |                                                                                            |
| Gartenstraße            | |                                                                                            |
| Gerk-sin-Spoor          | | der Dünenfriedhof Langeoog liegt hier                                                      |
| Hafenstraße             | | führt zum Hafen Langeoog                                                                   |
| Hasenpad                | |                                                                                            |
| Hauptstraße             | | das Rathaus der Gemeinde liegt hier                                                        |
| Heerenhusstraße         | |                                                                                            |
| Hermann-Löns-Straße     | benannt nach Hermann Löns, deutscher Schriftsteller                                                                |                                                                                            |
| Höhenpromenade          | |                                                                                            |
| Hospizpad               | |                                                                                            |
| Hospizplatz             | |                                                                                            |
| Hunpad                  | |                                                                                            |
| Jakob-Pauls Weg         | benannt nach Jakob Pauls, deutscher Politiker und von 1906 bis 1923 Gemeindevorsteher auf Langeoog                 |                                                                                            |
| Johann-Tongers-Pad      | benannt nach Johann Tongers, deutscher Pastor, geboren auf Langeoog                                                |                                                                                            |
| Just-Scheu-Straße       | |                                                                                            |
| Karkpolder              | |                                                                                            |
| Kavalierpad             | |                                                                                            |
| Kiebitzweg              | benannt nach der Vogelgattung des Kiebitz                                                                          |                                                                                            |
| Kiefernweg              | benannt nach der Pflanzengattung der Kiefern                                                                       |                                                                                            |
| Kinderkurstraße         | |                                                                                            |
| Kirchpad                | | die katholische Kirche St. Nikolaus liegt hier                                             |
| Kirchstraße             | | die evangelische Inselkirche Langeoog liegt hier                                           |
| Körvpad                 | |                                                                                            |
| Kurstraße               | benannt nach der früheren Bezeichnung für einen Bergmann, der seine Lehre abgeschlossen hat                        |                                                                                            |
| Lerchenweg              | benannt nach der Vogelgattung Lerche                                                                               |                                                                                            |
| Lübbe-Janssen-Pad       | |                                                                                            |
| Lütje Pad               | |                                                                                            |
| Meedenweg               | |                                                                                            |
| Melkerpad               | |                                                                                            |
| Melksett                | |                                                                                            |
| Mittelstraße            | |                                                                                            |
| Möwenweg                | benannt nach der Vogelgattung der Möwen                                                                            |                                                                                            |
| Norderpad               | |                                                                                            |
| Otto-Leuß-Weg           | |                                                                                            |
| Otzumer Weg             | |                                                                                            |
| Pan's Pad               | |                                                                                            |
| Pappelweg               | benannt nach der Pflanzengattung der Pappeln                                                                       |                                                                                            |
| Petersweg               | |                                                                                            |
| Piroltalweg             | |                                                                                            |
| Rettungspoor            | |                                                                                            |
| Rosenweg                | benannt nach der Pflanzengattung der Rosen                                                                         |                                                                                            |
| Rudolf-Eucken-Weg       | benannt nach Rudolf Eucken, deutscher Philosoph und Nobelpreisträger                                               |                                                                                            |
| Sanddornweg             | benannt nach der Pflanzengattung Sanddorn                                                                          |                                                                                            |
| Schniederdamm           | | der Sportplatz der TSV Langeoog, sowie eine Reitsportanlage liegen hier                    |
| Störtebekerstraße       | benannt nach dem deutschen Seeräuber Klaus Störtebeker                                                             |                                                                                            |
| Strandjepad             | |                                                                                            |
| Süderdünenring          | | die Feuerwache der Inselgemeinde liegt hier                                                |
| Süderpad                | |                                                                                            |
| Theodor-Storm-Straße    | benannt nach Theodor Storm, deutscher Schriftsteller                                                               |                                                                                            |
| Um Süd                  | |                                                                                            |
| Vangerowpad             | |                                                                                            |
| Vogtpad                 | |                                                                                            |
| Vormann-Otten-Weg       | |                                                                                            |
| Warmbadweg              | |                                                                                            |
| Westerpad               | |                                                                                            |
| Wiesenweg               | |                                                                                            |
| Willrath-Dreesen-Straße | benannt nach Willrath Dreesen, deutscher Schriftsteller, geboren auf Langeoog                                      | reicht bis zum Ostende der Insel. Die Meierei und die Jugendherberge der Insel liegen hier |
| Zum Hauptbad            | |                                                                                            |

## Auflistung von Straßen außerhalb Langeoogs, die nach der Stadt benannt sind
Auch außerhalb des Langeooger Gemeindegebiets gibt es einige Straßen (und Plätze), die nach der Stadt benannt sind. Zu nennen sind:
- die Langeooger Straße in Bremen,
- die Langeooger Straße in Papenburg,
- die Langeooger Straße in Wiesbaden,
- die Langeooger Straße in Delmenhorst,
- die Langeooger Straße in Marl,
- die Langeooger Straße in Friesoythe,
- die Langeooger Straße in Ihlow,
- die Langeooger Straße in Schortens